# Hardeep Singh Nijjar
Hardeep Singh Nijjar (Harsinghpur, Jalandhar, India, 11 de octubre de 1977 – Surrey, Canadá, 18 de junio de 2023) fue un ciudadano canadiense nacido en la India involucrado con el movimiento separatista Sij. Las autoridades indias lo buscaban y lo designaron como terrorista en virtud de la Ley (de prevención) de actividades ilegales de la India, acusado de planear el asesinato de un sacerdote hindú en el Punjab. Nijjar fue asesinado a tiros en Columbia Británica el 18 de junio de 2023.
El 18 de septiembre, el primer ministro canadiense, Justin Trudeau, declaró que según los informes de inteligencia recopilados por el gobierno canadiense indicaban que estaban «buscando acusaciones creíbles de un vínculo potencial» entre agentes del gobierno indio y el asesinato de Nijjar. La ministra canadiense de Asuntos Exteriores, Mélanie Joly, expulsó a un diplomático al que describió como jefe de la agencia de inteligencia de la India en Canadá. El Ministerio de Asuntos Exteriores de la India rechazó la acusación, calificándola de «absurda y motivada». Posteriormente, el gobierno indio expulsó a un alto diplomático canadiense, a quien describieron como el jefe de la estación de la agencia de inteligencia canadiense en la India. Sin embargo, Canadá no ha aportado ninguna prueba que vincule al gobierno indio con el asesinato.
En mayo de 2024, la policía canadiense arrestó a tres personas que presuntamente eran miembros de un escuadrón de sicarios. También se investigan otros tres asesinatos por si pudieran tener relación con el grupo.
En octubre de 2024, Canadá expulsó a seis diplomáticos indios, incluido el Alto Comisionado Sanjay Kumar Verma, calificándolos de persona non grata. Esto ocurrió después de que Canadá afirmara que habían proporcionado a la India «pruebas irrefutables» de los vínculos entre agentes del gobierno indio y los asesinatos de Nijjar y de Sukhdool Singh, quien fue tiroteado en Winnipeg el 20 de septiembre de 2023;  los funcionarios canadienses afirmaron que los seis diplomáticos indios expulsados estuvieron «directamente involucrados en la recopilación de información detallada sobre los separatistas sikh que luego fueron asesinados, atacados o amenazados por agentes criminales de la India».

## Biografía

### Infancia y juventud
Nijjar era originario de una aldea del distrito de Jalandhar en el Punjab indio, y emigró a Canadá a mediados de los años noventa. Llegó a Canadá el 10 de febrero de 1997, utilizando un pasaporte falso que lo identificaba como «Ravi Sharma» e inmediatamente solicitó asilo político. En una declaración jurada, indicó que su hermano, su padre y su tío habían sido arrestados y él mismo había sido torturado por la policía. Su afirmación fue rechazada porque los funcionarios consideraron que su historia era inverosímil. Poco después de que se le negara su solicitud, se casó con una mujer que patrocinó su inmigración. Las autoridades canadienses señalaron que la mujer había llegado a Canadá en 1997 casada con otro hombre y rechazaron la reclamación por considerarla un matrimonio de conveniencia. En 2001, Nijjar apeló esta sentencia pero su apelación fue rechazada.
Según Marc Miller, ministro canadiense de Inmigración, Refugiados y Ciudadanía, Nijjar se convirtió en ciudadano canadiense el 25 de mayo de 2007. En Canadá, trabajaba como fontanero, estaba casado y tenía dos hijos. Se convirtió en presidente de un templo sij en Surrey (Columbia Británica) en 2018, y fue líder de la rama canadiense de Sikhs for Justice (un grupo secesionista con sede en Estados Unidos que apoya la secesión de Punjab de la India con el nombre de Jalistán).

### Participación en el movimiento separatista del Jalistán
Según el Gobierno de la India, Nijjar era el líder del grupo secesionista pro-Jalistán conocidos como «Khalistan Tiger Force». Las autoridades indias le acusaban de conspirar en el atentado con bomba contra el cine Shingar en 2007; India emitió dos órdenes internacionales de arresto a través de la Interpol contra él: una en noviembre de 2014 y otra en 2016. Según afirmaban en estas órdenes de arresto, Nijjar estaba involucrado en un complot para transportar municiones en parapente a la India. Nijjar escribió una carta al primer ministro Justin Trudeau pidiendo ayuda y negando las acusaciones «fabricadas». El gobierno canadiense se negó a comentar sobre los informes de que las agencias de inteligencia indias les alertaron sobre la presencia de extremistas pro-Jalistán cerca de Mission (Columbia Británica), donde supuestamente contaban con un campo de entrenamiento.
En 2018, el Gobierno de la India acusó a Nijjar de múltiples asesinatos selectivos en la India. Por su parte este afirmó que las autoridades indias lo estaban implicando falsamente en casos penales. En febrero, Amarinder Singh, Ministro Principal de Punjab, entregó al Primer Ministro canadiense una lista de las personas más buscadas que incluía el nombre de Nijjar. El 13 de abril, la unidad de Surrey de la Real Policía Montada del Canadá (RCMP) detuvo brevemente a Nijjar para interrogarlo y lo liberó en un plazo de 24 horas sin presentar cargos. En marzo de 2019, fue acusado de agresión en Surrey, pero el caso se suspendió ese mismo año.
En julio de 2020, India le designó como un terrorista en virtud de la Ley (de Prevención) de Actividades Ilícitas y, en septiembre de 2020, la Agencia Nacional de Investigación (NIA) confiscó sus activos en el país. La NIA lo acusaba de planear el asesinato de un sacerdote hindú en Punjab. En 2022, la NIA ofreció una recompensa de 10 lakhs (aproximadamente 16 200 dólares canadienses) por cualquier información que pudiera ayudar a su detención. Según la agencia de inteligencia india, sus investigaciones revelaban que la conspiración para matar al sacerdote hindú se urdió «para perturbar la paz y perturbar la armonía comunitaria».
En 2021, Nijjar se convirtió en el número 25 en recibir la medalla «Radical Desi» por organizar oraciones especiales para los niños indígenas. Fue reafirmado como presidente de «Guru Nanak Sikh Gurdwara» en 2022. En 2023, una demanda civil solicitó la devolución del equipo de impresión perteneciente a Ripudaman Singh Malik (acusado y posteriormente absuelto en el caso del vuelo 182 de Air India) y su socio comercial. El caso se remonta a noviembre de 2020, mientras que Malik había sido asesinado en julio de 2022. Nijjar negó enérgicamente tener algo que ver con su muerte.

### Muerte

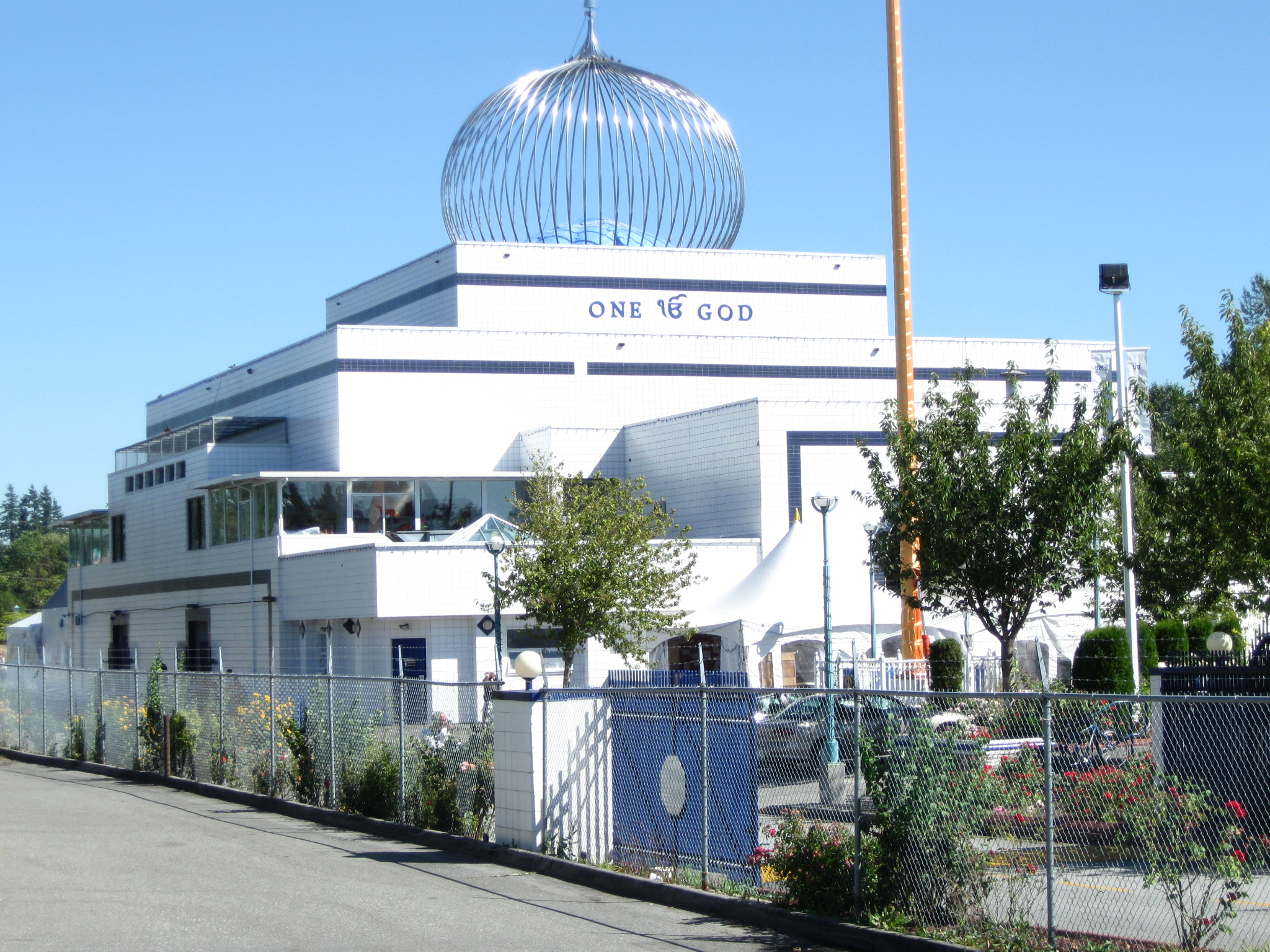
El Guru Nanak Gurdwara, fuera del cual Nijjar fue asesinado

Ya en el verano de 2022, Nijjar había sido alertado por funcionarios del Servicio de Inteligencia de Seguridad de Canadá de un probable complot de asesinato en su contra. El 18 de junio de 2023, fue asesinado a tiros en su camioneta por dos hombres armados enmascarados en el estacionamiento del Guru Nanak Sikh Gurdwara en Surrey en la provincia canadiense de Columbia Británica. Los investigadores del Equipo Integrado de Investigación de Homicidios (IHIT) de la RCMP dijeron que dos sospechosos, descritos como «hombres corpulentos, que usaban máscaras para la cara», habían huido de la escena del crimen a pie y probablemente tenían un vehículo esperándolos cerca. Más tarde agregaron que también había un tercer sospechoso.
En mayo de 2024, la policía canadiense arrestó a tres personas de nacionalidad india en relación con el asesinato de Nijjar y dijo que estaban investigando si los hombres tenían vínculos con el gobierno indio. Otros tres asesinatos, como el de un niño de 11 años en Edmonton, también estaban siendo investigados por si pudieran tener una conexión con el grupo y propio el asesinato de Nijjar, pero no se sospecha que estén relacionados con el gobierno indio. Las tres personas son ciudadanos indios que se encuentran en Canadá con visas temporales y supuestamente están asociados con la pandilla de Lawrence Bishnoi..

## Crisis diplomática
El 18 de septiembre, el primer ministro canadiense, Justin Trudeau, declaró que la inteligencia canadiense había identificado un vínculo creíble entre su asesinato y el gobierno indio y que se lo había planteado a su homólogo Narendra Modi en la cumbre del G-20 de Nueva Delhi, y que había pedido a la India que cooperara con Canadá en la investigación del asesinato. En respuesta al presunto asesinato, la ministra de Asuntos Exteriores canadiense, Mélanie Joly, ordenó la expulsión de Pavan Kumar Rai, un alto diplomático indio en Canadá que dirigía las operaciones del Ala de Investigación y Análisis, la agencia de inteligencia externa de la India, en Canadá. Por su parte, la India negó las afirmaciones por considerarlas absurdas y motivadas y expulsó a Olivier Sylvestre, jefe de la oficina de inteligencia canadiense en India, al día siguiente.
Según la CBC, fuentes del gobierno canadiense afirmaron que hay informes de inteligencia humana y de señales para respaldar la acusación, incluidos mensajes entre funcionarios indios e inteligencia de un miembro anónimo de la alianza Cinco Ojos, pero hasta el momento, el gobierno canadiense no ha hecho pública ninguna evidencia que respalde su acusación. Además, ninguno de los aliados clave de Canadá, a saber, Estados Unidos, el Reino Unido, Australia o Nueva Zelanda, todos ellos miembros de la alianza Cinco Ojos, apoyó públicamente las acusaciones de Trudeau. En cambio, expresaron su «preocupación» y alentaron a la India a colaborar en la investigación en curso. Sin embargo, ninguno de ellos dio el paso explícito de «condenar» a la India por su supuesta implicación.
El Consejero de Seguridad Nacional de los Estados Unidos, Jake Sullivan, dijo: «Rechazo firmemente la idea de que exista una brecha entre Estados Unidos y Canadá. Estamos profundamente preocupados por las acusaciones y nos gustaría que esta investigación avance y que los perpetradores rindan cuentas». Sullivan añadió que Estados Unidos defendería sus principios básicos «independientemente del país» y que Estados Unidos había estado en contacto tanto con India como con Canadá en relación con el asesinato.
La muerte de Nijjar ha iniciado una profunda crisis diplomática entre India y Canadá, lo que ha llevado a la India a suspender los servicios de visas en Canadá alegando razones operativas, mientras que no hay restricciones para los ciudadanos que poseen visas válidas.
Según Global News, la investigación condujo directamente a la suspensión de las conversaciones sobre un acuerdo comercial entre Canadá e India el 1 de septiembre. Por su parte la India suspendió temporalmente la tramitación de solicitudes de visado para ciudadanos canadienses el 21 de septiembre de 2023 debido a la «ruptura» entre los países; India también ha emitido una advertencia de viaje a sus ciudadanos sobre Canadá debido a «la multiplicación de actividades anti-indias y de crímenes de odio y de connotación política en varias partes de Canadá».
El 30 de septiembre de 2023, el ministro de Asuntos Exteriores de la India, Subrahmanyam Jaishankar, dijo que su país había tenido un problema continuo con Canadá durante años, debido a lo que dijo era la «permisividad de Canadá con respecto al terrorismo, el extremismo y la violencia en el país», y que «nuestro personal diplomático ha sido intimidado de manera constante y continua en Canadá». Al mes siguiente, la India ordenó a Canadá retirar a 41 de sus 62 diplomáticos a más tardar el 10 de octubre. Lo que supone una escalada en la crisis diplomática que enfrenta a los dos países. Nueva Delhi cuenta con 21 diplomáticos en Canadá, por lo que quiere que haya el mismo número de diplomáticos canadienses en su país.
En junio de 2024, el primer ministro indio Narendra Modi y el primer ministro canadiense Justin Trudeau se reunieron brevemente en la cumbre del G7 en Italia, lo que parecía indicar que la protesta diplomática por el asesinato de Nijjar podría estar disminuyendo. Trudeau afirmó además que existía un compromiso de colaborar con la India en algunas cuestiones importantes.
En octubre de 2024, Canadá expulsó a seis diplomáticos indios, incluido el Alto Comisionado Sanjay Kumar Verma, después de que Canadá dijera que habían proporcionado a India «pruebas irrefutables» de vínculos entre agentes del gobierno indio y «homicidios, extorsiones y actos violentos», India respondió calificando las afirmaciones de «absurdas» y expulsando a seis diplomáticos canadienses en una medida de represalia.